# Буддизм в Казахстане
Буддизм на территорию современного Казахстана был занесён во времена Великого шёлкового пути и Казахско-джунгарской войны.

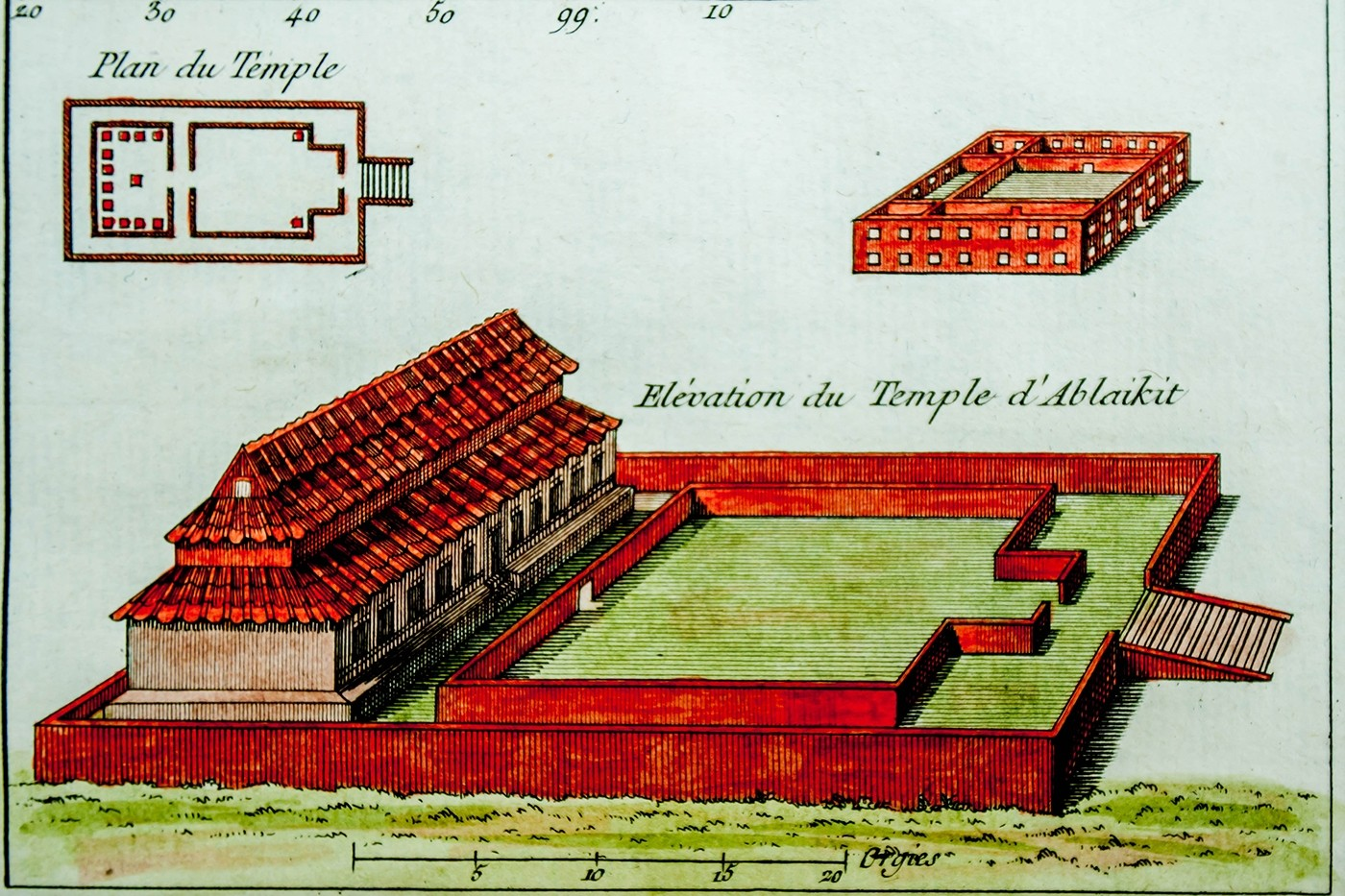
Буддийский комплекс Аблайкит, рисунок Н. Беллина, опубликован в 1750 году

## История

### Ранний этап (II—VII века)
По мнению исследователей, проникновение буддизма из Индии в Китай шло через Среднюю Азию и Казахстан. Начался этот процесс с середины I века до н. э. В распространении буддизма в Средней Азии, Восточном Туркестане и Китае важная роль принадлежала среднеазиатским богословам и миссионерам, в частности, парфянам, юэчжи, кангюйцам, согдийцам, которые особенно активно начали проповедовать учение Будды во II—III веках н. э., что было связано, по-видимому, с определёнными политическими целями Кушанского государства на Востоке.
В раннем средневековье главными подвижниками в распространении буддизма в Центральной Азии стали согдийцы.
Буддийские памятники обнаружены в ряде историко-культурных районов и городов на трассе Великого Шёлкового пути. Это буддийский монастырь Кара-тепе II—III веков в Термезе; культовое сооружение в долине Санзара в Согде; буддийские памятники в Мерве; буддийский монастырь VII—VIII веков Аджина-тепе в Тохаристане; буддийский храм в Куве (Фергана), храмы Ак-Бешима и Красной Речки в Семиречье
О влиянии буддизма, который испытывали тюрки с VI века, свидетельствует Сюаньцзан: он пишет о благожелательном отношении к этой религии кагана западных тюрков. В первой половине VII века некоторые правители западных тюрков становятся буддистами или покровителями буддизма, причем тюрколог А. Габэн связывает это с переходом тюрков к оседлости и городской жизни.
В Семиречье — домене западных тюрков, тюргешей и карлуков, этот процесс был достаточно интенсивным, о чём убедительно говорят открытые в разные годы на городищах Чуйской долины (Ак-Бешиме, Красной Речке, Новопокровском) храмы, монастыри, часовни, а также статуэтки и стелы с изображениями буддийских персонажей и сцен.
Полностью раскопаны остатки двух буддийских храмов в городе Суябе, отождествляемом с городищем Ак-Бешим.
Первый храм Ак-Бешима прямоугольный в плане (76x22 м). Длинной стороной храм вытянут с запада на восток. Он включал святилище, к которому со стороны двора вела трёхмаршевая лестница. Монументальная скульптура размещалась на постаментах и суфах, устроенных вдоль стен обходных коридоров святилища. Перед входом в целлу (внутреннее помещение античного храма) по обе стороны находились два ступенчатых постамента, на которых, по-видимому, были установлены скульптуры сидящего Будды с опущенными на пол ногами. На полу святилища найдены позолоченные бляхи с изображениями Будды.
Второй храм Ак-Бешима был квадратным в плане (38x38 м), выходом он был обращён на север. Крестовидная в плане целла (10,5x10 м) была обведена двумя коридорами, выходящими в квадратный дворик. В стенах святилища и коридоров имелись ниши для скульптур, сами стены покрыты росписями. Среди остатков глиняной скульптуры выделены различные персонажи буддийского пантеона, в том числе Будды, докшита, бодхисаттвы.
Несколько отличается от описанных первый храм Краснореченского городища, отождествлённого с городом Навакет. Он состоял из целлы с обводным коридором и зала, открытого на юго-восток. Датирован IX—X веками.
Второй Краснореченский храм по планировке аналогичен первому Ак-Бешимскому. Целла имела квадратный план (6x6 м) и купольное перекрытие. Сохранились подкупольные конструкции в виде тромпов с фестончатым очертанием арки. Остатки двух глиняных скульптур найдены у входа в целлу. Они стояли по бокам на постаментах; по отдельным частям торса и голов реконструируется их высота в полтора человеческих роста.
Обводные коридоры имели длину по 12 м. На стенах сохранились остатки полихромной живописи, которая в один из периодов перестроек была перекрыта живописными композициями по ганчу.
В западном коридоре находилась скульптура «Будда в нирване» (голова и часть торса не сохранились). Длина её — 8 м при ширине торса в 1,5 м. Скульптура лежала на правом боку на постаменте, окрашенном в красный цвет. Драпированное одеяние Будды также красного цвета. На краснореченских скульптурах поверх ганча, нанесённого на глину, красной линией обводились верхние части глазного яблока, крылья носа, края губ; глаза обведены чёрным контуром, сходящимся у виска. Чётко очерчены линии бровей, крупные завитки волос, подкрашенные в синий и чёрный цвета, массивные налепные украшения в виде височных полушарий-бубенцов, нагрудных ожерелий, браслетов на запястьях.
Достаточно широко среди случайных находок представлен индийский импорт: бронзовые и серебряные с позолотой и инкрустацией драгоценными камнями статуэтки, бронзовые бляшки и пластины, каменные рельефы в виде мелких поделок и стел с сюжетами буддийской иконографии, составлявшие некогда иконостасы и реликварии буддийских храмов и монастырей. Интерес представляет гранитная стела из краснореченского храмового комплекса. Лицевая сторона поделена на три изобразительных пояса, где вверху под фестончатой аркой изображена триада — восседающий на лотосе Будда и стоящие бодхисаттвы по сторонам. В среднем поясе изображены два фантастических зверя, а в нижнем — донатары (изображение строителя храма с моделью здания в руках).
По мнению ряда исследователей, распространение буддизма шло по Великому Шёлковому пути с Запада на Восток через Фергану и Семиречье. Основными миссионерами буддизма были согдийцы, основавшие свои колонии в Семиречье. Б. А. Литвинский полагает, что архитектурный облик семиреченских буддийских храмов свидетельствует об их индийской и среднеазиатской традиции, так же как и храмовая скульптура.
А. Н. Бернштам полагал, что буддизм в Семиречье пришёл через Восточный Туркестан. О влиянии буддийских традиций Восточного Туркестана (Шикшин, Карашар) с одной стороны и северного Афганистана (Бамиан, Хадда) пишет Л. П. Зяблин. Он считает, что стиль Гандхары был общим источником для развития буддийского искусства для других регионов его распространения, в том числе и для Северо-Западного Китая, Восточного Туркестана, где формировались свои художественные школы.
Б. Я. Ставиский также считает, что памятники буддизма в Семиречье и Фергане были более всего связаны с религиозной деятельностью восточно-туркестанских или китайских миссионеров.
Новые материалы, в частности, анализ письменных источников, позволяют считать, что, скорее всего, именно восточно-туркестанское и китайское влияние на распространение и развитие буддизма в Семиречье было преобладающим. Сведения о строительстве буддийского монастыря в Суябе свидетельствуют о его сооружении в 692 году по приказу Ван Чжэнцзяня, военного наместника Бесбалыка, после того как им был захвачен Суяб.
Так, в китайской энциклопедии, написанной в 778 году, сообщается о монастыре Да Юнь («Большое облако»), который в 750 году посетил путешественник Ду Хуан по пути из Персии. Имеются сведения о строительстве большого числа буддийских храмов в 692—705 годов в Китае и западных землях, где находились китайские гарнизоны. Они возводились по приказу императрицы У Цзэтянь, которая провела реформу буддизма на базе сутры «Большое облако». Поэтому можно заключить, что буддийские монастыри и храмы Семиречья были построены именно в промежуток с 692 по 705 годы.
Характер архитектуры, а также глиняной скульптуры храмов Семиречья и росписей свидетельствуют об их близком сходстве с буддийскими сооружениями и искусством из Восточного Туркестана (Шорчук, Гаочан, Безеклик, Тумчук).
Бронзовые статуэтки и бляхи из Семиречья имеют сходство с изделиями из двух буддийских центров Китая — Чаньаня и Лояна Танского периода, а также Кашмира.
Аналогии буддийским каменным стелам Семиречья также имеются в материалах Северного Китая в эпоху династии Тан.
Таким образом, следует присоединиться к мнению о преобладающем влиянии направления Индия — Китай — Восточный Туркестан на развитие буддизма в Семиречье.

### Второй этап (VIII—XIII века)
Буддизм стал подвергаться преследованиям после того, как Богра-хан сделал ислам государственной религией тюрок-караханидов в 940 году, и он стал активно распространяться у горожан и кочевников Семиречья и Восточного Туркестана. У автора XI века Махмуд ал-Кашгари есть яркие строки, отразившие конфессиональную борьбу мусульман и буддистов.
…Мы хлынули (на них), как поток,
мы появились у городов,
мы разрушили буддийские храмы,
мы нагадили на их идолов…
Однако буддизм, как и другие существовавшие здесь религии, не исчез.
Новые исследования показали, что буддизм имел распространение в Семиречье и после X—XI веков, когда здесь утвердился ислам. В середине XIII века о буддийских храмах северо-восточного Семиречья сообщает Гийом де Рубрук — посол Людовика IX к монгольскому хану Мункэ.
В 1253 году Гийом де Рубрук выехал из Лиона, пересек южнорусские и казахстанские степи, достиг Южного Казахстана и затем Семиречья. В Семиречье он останавливался на две недели в городе Кайлак (Каялык), который отождествляется с городищем Антоновка в долине реки Лепсы. Гийом де Рубрук видел здесь и описал «кумирню».
«Идолопоклонники ставят свои храмы в направлении с востока на запад и в северной стороне устраивают комнату, выступающую наподобие клироса, а иногда, если дом четырёхугольный, эта комната бывает в середине дома. С северного бока они делают углубление на месте клироса, там они помещают сундук, длинный и широкий, как стол, и за этим сундуком к югу ставят они главный идол, который я видел в Каракоруме, такой же величины, как рисуют святого Христофора.
Один несторианский священник, прибывший из Китая, говорил мне, что в этой земле есть идол такой большой, что его можно видеть издалека за два дня пути. Кругом они ставят другие идолы: все они очень красиво позолочены.
На этом сундуке, который напоминает собой стол, они ставят светильники и жертвы. Все двери храмов отворяются на юг, противоположно обычаю сарацинов. Точно так же у идолопоклонников, как у нас, есть большие колокола… Точно так же все жрецы их бреют целиком голову и бороду; одеяния их жёлтого цвета; с тех пор как они бреют голову, они хранят целомудрие и должны жить по сто или двести зараз в одной общине… Куда бы они ни шли, они имеют также постоянно в руках какую-то веревочку со ста или двумястами ядрышками, как мы носим четки, и повторяют постоянно следующие слова: „оm mani padme hum“…».
Археологические исследования, которые проводились на городище Антоновка, открыли здесь остатки буддийского храма.
Размеры постройки по внешнему обводу стен составляют 16,2×18 м. Центром её является квадратный зал-святилище, опоясанный с четырёх сторон коридорами, однако они не сквозные: юго-восточный коридор изолирован от остальных стеной. Ширина коридоров от 2,5 м до 2,8 м. Стены храма сложены из сырцового кирпича (36x36x18 см) комбинированной кладкой из кирпичей, положенных ложком, тычком и на ребро с наклоном.
Полы были выложены обожженным кирпичом, фрагменты их сохранились у стен. Вход в здание в виде проемов во внешней стене и стене центрального зала находился с юго-запада. Вход в святилище оформлен двумя широкими фигурными пилонами, которые стояли на каменных блоках. В конструкции их использовались поставленные вертикально бревна, обмазанные глиняной штукатуркой. Ширина внешнего входа 3,5 м.
Удалось установить два строительных периода храма. Первоначальная постройка была разрушена, возможно, землетрясением. Её стены были срублены, а основания использованы как фундамент. На них были положены два ряда обожженных кирпичей и возведены стены здания второго строительного горизонта. Планировка не изменилась.
В северо-восточном и северо-западном коридорах, а также в юго-западном полы были в какой-то период подняты путём забутовки коридоров лёссом и слоем мелкой гальки. При этом пол в юго-западном коридоре шёл с наклоном, повышаясь вверх от входа. Это своеобразная забутовка, по нашему мнению, должна была приостановить начинающееся в какой-то период «сползание» постройки в южную сторону. Возможно, это было вызвано последствиями того же землетрясения.
В последний период храм представлял собой постройку из сырцового кирпича, стены которой возвышались на 3 м. Вход находился с юго-западной стороны.
Перекрытие, видимо, было шатровым. Оно опиралось на четыре деревянных колонны, остатки которых были расчищены в полу. Основанием их являлись деревянные плахи.
Перекрытия коридоров были плоскими, видимо, с некоторым наклоном наружу. Опорами деревянных балок перекрытия служили деревянные столбы, вкопанные у основания внутренних стен. Столбы опирались на заглубленные до уровня пола деревянные плахи. Сверху балок настилался слой камыша, который покрывался толстым слоем обмазки, куски её в большом количестве найдены в завалах.
Балки перекрытия скреплялись коваными железными гвоздями различного размера.
При раскопках в завалах и на полу центрального зала и коридоров были собраны обломки больших хумов, а также найден фрагмент кувшина с носиком, оформленным в виде головы быка.
Керамика датируется XIII веком. Из других находок следует отметить железный кинжал и дверные железные приклады, а также мелкие бронзовые поделки.
Аналоги храму в части планировочной композиции достаточно широки — это раннесредневековые буддийские храмы Ак-Бешима (Суяба) и Красной Речки (Навакета). Однако отличием каялыкского храма является замкнутость обходного коридора. Интересны аналоги кладки стен с использованием приема кладки кирпича на ребро с наклоном. Таким способом были сооружены стены буддийского храма в Хара-Хото, в столице Тангутского государства.
Распространение буддизма в Семиречье в этот период было связано с вторжением сюда найманов во главе с Кучлуком. У Мирзы Мухаммеда Дулати в «Тарих-и Рашиди» описывается ожесточенная борьба Кучлука и гурхана каракитаев, в которой первый одержал победу. Кучлук захватил Кашгар и Хотан, его племена расселились по Эмилю и Кийалику (Каялыку). Затем он принудил жителей этих мест отказаться от религии Мухаммеда и выбрать другую религию. «Люди, — пишет Дулати, — выбрали одежду китайскую», то есть буддизм. Видимо, к этому времени (начало XIII века) и относится строительство храма в Каялыке.
Ислам преследовался, мечети и медресе пришли в ветхость, а имам Аладдин Мохаммед ал-Хотани был убит. И лишь после разгрома Кучлука монголами преследование мусульман прекратилось.
Буддийские изделия, связанные с этой второй волной буддизма, были обнаружены и на городище Талгар, отождествленном со средневековым городом Тальхиром. Здесь в слое XIII века была найдена вырезанная из кости фигурка сидящего Будды. Высота её 7 см. К сожалению, фигурка сильно повреждена, у неё отбита голова и руки. За спиной Будды стоят две фигурки, видимо, барабанщика и человека, держащего опахало.

### Третий этап (XIII—XIX века)

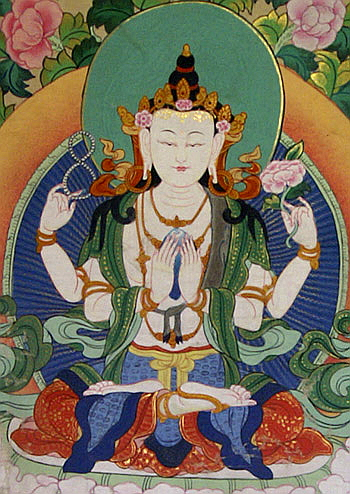
Четырёхрукая форма Ченрезига

Мантра Авалокитешвары написанная по-тибетски

Следующий, третий этап развития буддизма в Казахстане связан с приходом сюда джунгар, и их стремлением закрепиться на землях Казахстана.
Калмыки строили в Казахстане храмы и монастыри. Это монастырь Аблайкит (Аблайкент) вблизи Усть-Каменогорска в предгорьях Калбинского хребта в Восточном Казахстане и Кызылкент в Кентских горах недалеко от Каркаралинска.
Аблайкит был, по свидетельству А. И. Левшина, буддийским монастырем. Его постройка относится к 1654—1656 годам, а разрушен он был в 1670 году. Территория, занятая монастырем, имела размеры около версты в длину и полверсты в ширину. Она была обнесена сложенной из камня стеной. Внутри был храм, в котором ещё в начале XVIII века сохранялись скульптуры и живописные изображения. Рукописи, которые были там найдены, в 1720 году были отправлены в Санкт-Петербург.
Строились буддийские монастыри и в Семиречье. Так, на карте Джунгарии, составленной в 1716—1733 годах, нанесено 58 буддистских храмов и монастырей. Основа этой карты была выполнена в конце XVII — начале XVIII веках иезуитами, служащими при дворе цинского императора Канси, и затем дополнена шведом Ренатом, находившимся в калмыцком плену.
С буддизмом связаны также наскальные изображения Будды и тибетские надписи. Одно из наиболее известных изображений находится на правом берегу р. Или в Капчагайском ущелье и называется Тамгалы-Тас. Это место маркирует переправу через р. Или на Великом Шелковом пути. На скалах высечено три изображения. Первое, левое, является образом Будды Шакьямуни в период достижения нирваны или просветления под «древом мудрости». Среднее изображение показывает бодхисаттву сострадания Авалокитешвару. Правое изображение — это Манла Будда (Будда Медицины). В Тибете он известен как «король бериллового света». Кроме изображений Будды на камнях высечены изображения буддийских мантр, главным образом «ОМ МАНИ ПАДМЕ ХУМ», на тибетском языке, языке пали, монгольском и маньчжурском.
В коллекции музея Института археологии имеется кайрак из окрестностей села Сумбе, что находится в 20 км севернее Кегеня в Алматинской области, с тибетской надписью «ОМ МАНИ ПАДМЕ ХУМ».
После разгрома в 1758 году Джунгарского ханства Цинской империей китайцы завоевали Восточный Туркестан и заняли часть территории Старшего и Среднего жузов, в том числе и Жетысу. Часть калмыков китайцы использовали для охраны своих западных окраин. Им и принадлежали буддийские храмы и монастыри.
В 1863 году вспыхнуло антикитайское восстание дунган, которое проходило под религиозным лозунгом борьбы за ислам.
Вскоре восстание перекинулось в Джунгарию. Активное участие в нём приняли уйгуры Кульджинского края. В 1864 году восстанием был охвачен весь Восточный Туркестан, были истреблены цинские гарнизоны, их крепости и поселения уничтожены, а вместе с ними разрушены буддийские храмы и монастыри.
Этот год стал верхней датой существования буддизма в Семиречье и Восточном Туркестане.

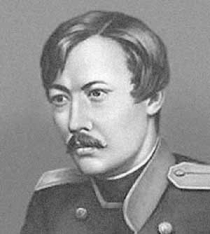
Чокан Валиханов

Одним из таких разрушенных монастырей был монастырь Сумбе. О нём в 1854 году писал Ч. Ч. Валиханов.
Остатки этого монастыря были обнаружены на правом берегу р. Сумбе, у подножия гор Шаартас Алматинской области, в 320 км восточнее г. Алма-Аты. До раскопок это был прямоугольный в плане бугор высотой до 1 м. Вход внутрь прослеживается в середине юго-восточной стены. Шурфы, заложенные на территории бугра, показали, что памятник однослойный с толщиной культурного слоя до 0,5 м. При раскопках обнаружена черепица от кровли с концами, оформленными изображениями пионов, хризантем, лотосов, бабочек, голов фантастических чудовищ «таобе», драконов. Прямые аналогии этой черепице прослеживаются в материалах буддийских кумирен из Кульджи, вывезенных в своё время генералом Г. А. Колпаковским и попавших в Музей искусств Узбекистана.
Вот что пишет генерал-губернатор Семиречья Г. А. Колпаковский генерал-губернатору Западной Сибири: «Киргизы, сторонники дунган, совершенно ограбили калмыков, отняли у них весь скот и многих людей увели в плен, от буддийского монастыря Сумбе оставлены одни развалины и человек 30 избитых калмыков, истекающих кровью и умирающих голодной смертью».

## Буддизм среди казахов
Чокан Валиханов докладывал Григорию Потанину о том, что замечал среди казахов следы буддизма, как будто казахи до принятия ислама являлись сторонниками буддизма.

## Современность
Казахстан является светской страной, в которой официально разрешены мировые религии, и поскольку буддизм является одной из трёх мировых религий, то он разрешён официальными властями Казахстана. Согласно данным посольства США в Казахстане, буддизм в стране представлен 4 официальными организациями, 1 из которых представляют корейский буддизм традиции сон (в Казахстане проживает самая многочисленная диаспора корейцев в СНГ) и 1 официальную линию тибетского буддизма махаяны (это стало возможным благодаря сотрудничеству Казахстана с Индией и Монголией).
В настоящее время буддизм в Казахстане представляют такие буддийские школы и направления:
- Последователи школы Вонбульгё (Вон-буддизм).
- Последователи тибетского буддизма (Ньингма, Кагью, Гэлуг)[28].
- Последователи Дзэн-буддизма
- Тхеравада

По данным переписи 2009 года в Казахстане, 0.1% (14.6 тыс.) казахстанцев в ходе опроса назвали себя буддистами; процентное соотношение не изменилось и по данным переписи населения 2021 года.

## Тамгалы-Тас

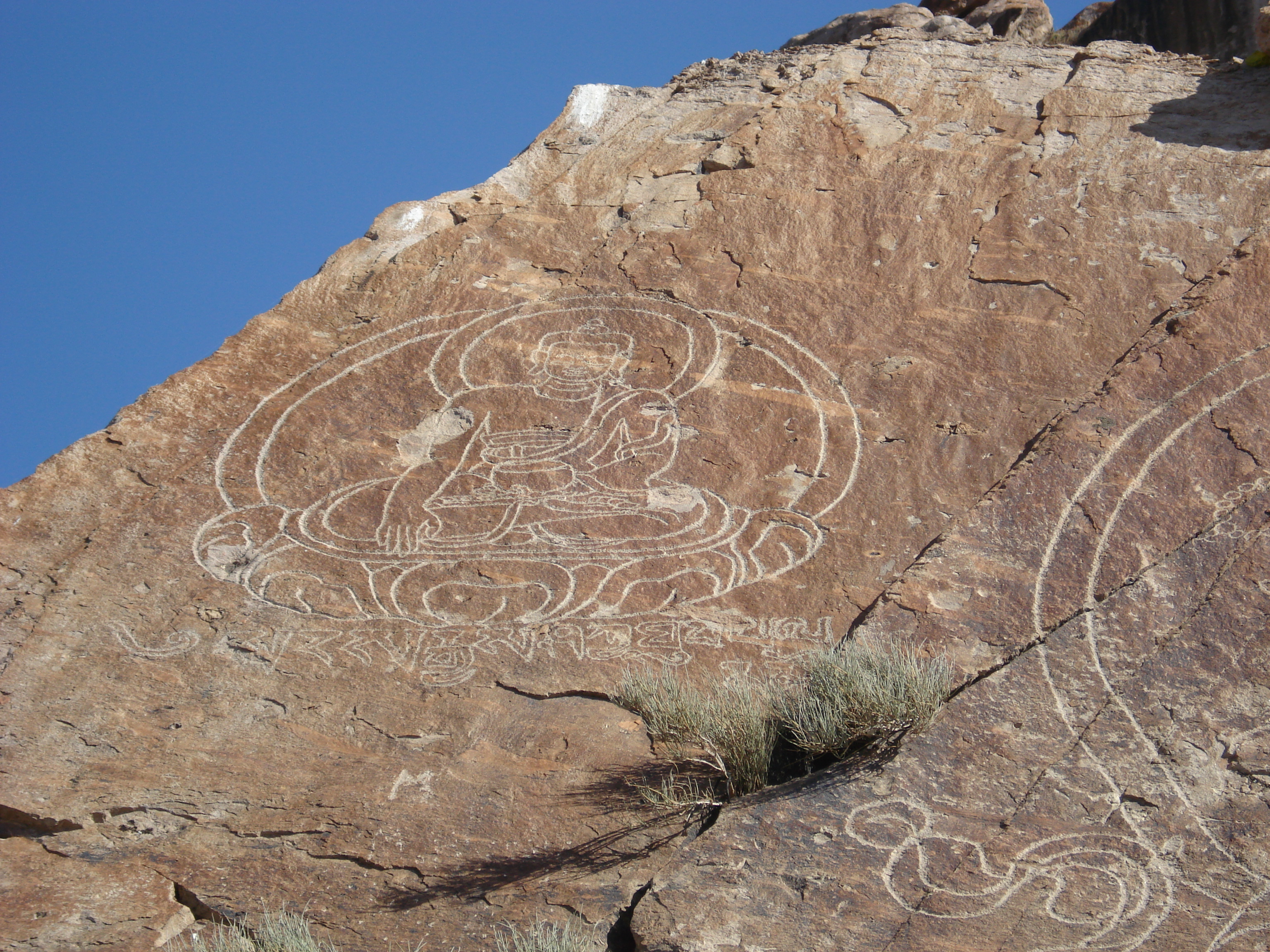
Изображение Будды в урочище Тамгалы-Тас

Тамгалы́-Та́с (каз. Тамғалы-Тас, «камни со знаками/писанные камни») — урочище у реки Или в 120 км к северу от города Алма-Аты, где на скалах сохранилось множество петроглифов, изображений бодгисатв и поздних буддистских надписей. Среди петроглифов выделяют около тысячи скальных изображений, среди которых наиболее известными являются изображения Будды Шакьямуни, Будды Безграничного Света Амитабха и бодхисаттвы Бесконечного Сочувствия Авалокитешвара. Помимо буддистских рисунков и надписей имеется камень с древнетюркскими руническими письменами VIII-IX веков, предположительно оставленные кипчаками.
Тамгалы-Тас находится под защитой правительства Казахстана как культурный памятник и является Буддийским храмом под открытым небом о чём свидетельствует табличка при въезде в урочище.

### История
Существует легенда, что в X веке, когда одна из буддистских миссий остановилась на берегу реки Или во время похода в Семиречье, произошло землетрясение и большой кусок скалы упал на землю, что было расценено как знак необходимости возвращения в Индию. На отколовшемся куске скалы ими было высечено три изображения Будды. На прилегающих скалах можно найти другие его изображения.
Согласно другой версии надписи были сделаны калмыками на «тодорхой номын бичиг» («ясное литературное письмо»), которое было создано Заей Пандитой Огторгуйном в 1648 году и использовалось более трёх веков монголами-кочевниками, которые высекли образы Будды.
Исследования камней в Тамгалы-Тас начались в конце XIX века. В 1875 году Чокан Валиханов сделал зарисовки местности, в 1897-1898 годах монголовед Алексей Позднеев в «Известиях» Русского географического общества дал подробное описание надписей и рисунков.
Николай Пантусов, в 1897 году исследовавший местность, писал:
Киргизы, кочующие в этой местности, говорят только, что они из рассказов своих предков знают, что начерченные изображения и надписи на камнях были сделаны калмыками ещё до прихода на эти места киргизов. Кочующие здесь киргизы прибыли сюда лет двадцать тому назад с рек Каратал и Коксу; раньше их здесь жили дулаты, которые ушли в Верненский уезд. О Тамгалы Тас киргизы эти имеют весьма недостаточные сведения. Местность Тамгалы Тас получила своё название уже от киргизов и означает «камень со знаками».
Другая группа тибетских буддийских надписей находится в урочище Тайгак, в отрогах Джунгарского Алатау по правому берегу р. Или, примерно в 80 км по течению вверх от села Или. Ещё одна группа выбита на камнях в местности Арасан, приблизительно в 80 км к северо-востоку от города Пржевальска. Последняя из известных нам аналогичных надписей в Казахстане находится в местности Келинчек-Тас, примерно в 30 км от села Карабулак вверх по течению реки Каратал. Все упомянутые выше надписи, за исключением Тамгалы-Тас, описаны весьма поверхностно и без соответствующих зарисовок и фотографий. Однако они все относятся ко временам калмыков.

## Галерея

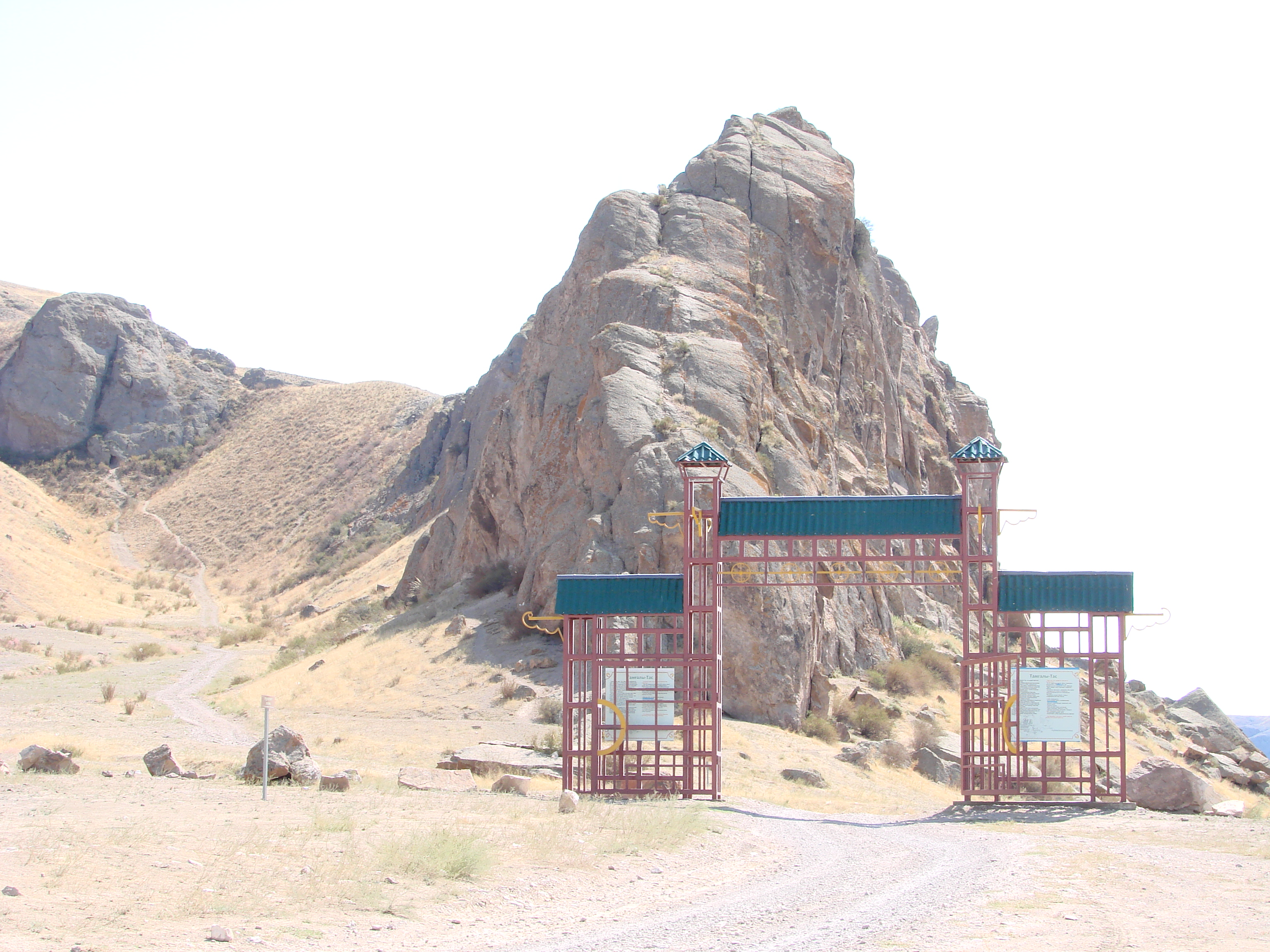
Въезд в урочище Тамгалы-Тас, Алматинская область
Наскальные мантры
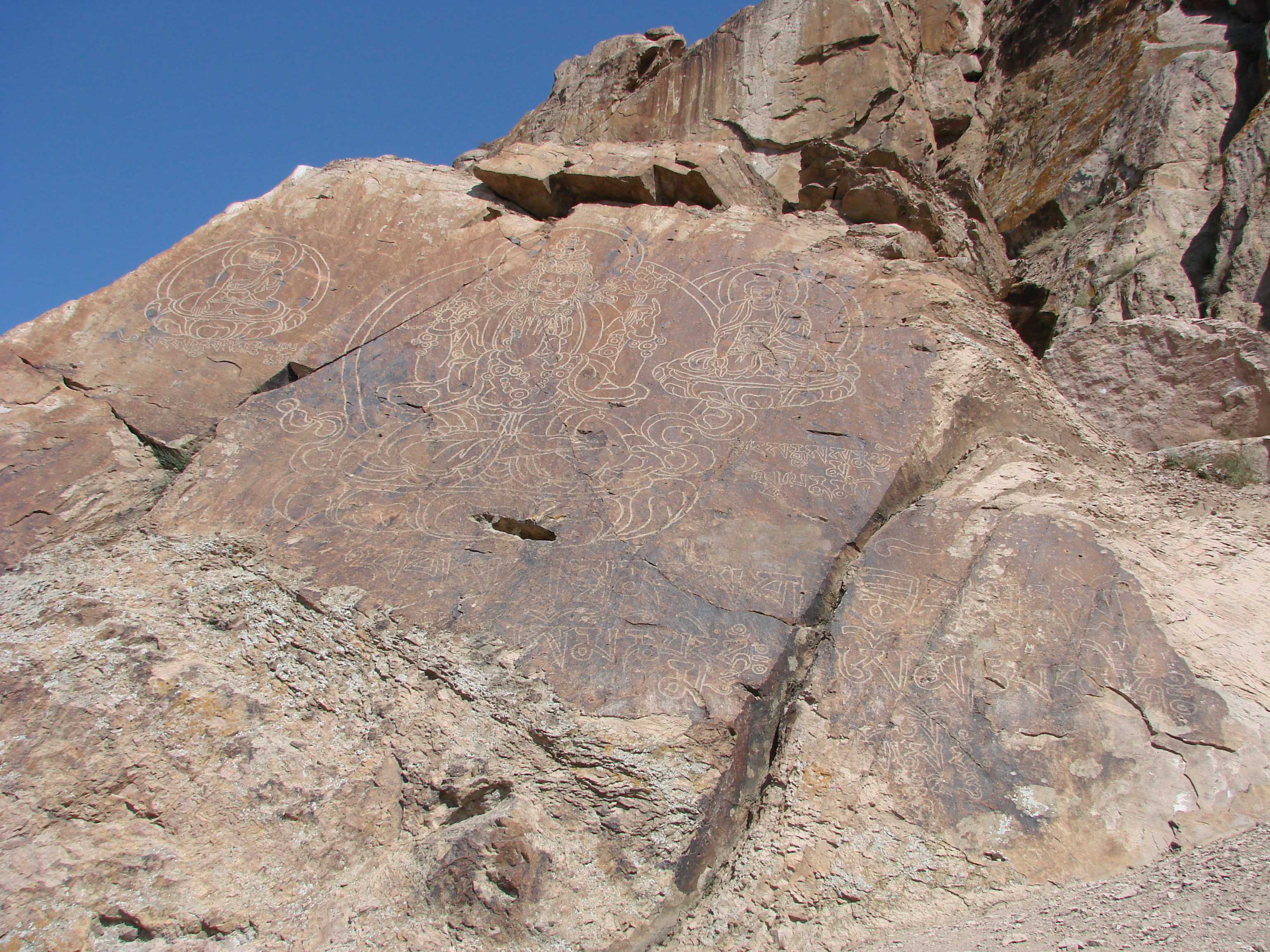
Наскальные изображения Будд